# Microgale dryas
Microgale dryas är en däggdjursart som beskrevs av Jenkins 1992. Microgale dryas ingår i släktet långsvanstanrekar, och familjen tanrekar. Inga underarter finns listade i Catalogue of Life.
Arten liknar en näbbmus i utseende. Den når en absolut längd av 17 till 18 cm och svansen är kortare än hos de flesta andra långsvanstanrekar. Vikten ligger vid 40 g. Kännetecknande är de långa täckhåren på ovansidan. De är i mitten avplattad och bred. Dessutom är artens svans mera gråaktig än hos de nära besläktade arterna Microgale dobsoni och Microgale gracilis. På undersidan har pälsen en röd- till gråbrun färg.
Denna tanrek förekommer i nordöstra Madagaskar. Arten hittades där i skyddszonen Ambatovaky. Ytterligare ett omstritt fynd finns från skyddszonen Anjanaharibe-Sud. Det var kvarlevor i en spyboll. Utbredningsområdet ligger 500 till 940 meter över havet. Regionen är täckt av regnskog.
Levnadssättet antas vara lika som hos de andra långsvanstanrekarna.
Microgale dryas hotas genom skogsavverkningar i samband med skogsbruk samt för etablering av jordbruksmark, väger eller samhällen. Därför minskar beståndet. IUCN kategoriserar arten globalt som sårbar på grund av att den lever i olika skyddsområden.